# Cabro Carrera
Mario Silva Leiva, más conocido como «el Cabro Carrera» (Santiago, 30 de octubre de 1924-ibídem, 21 de julio de 1999) fue un famoso narcotraficante chileno, el mayor en la historia de dicho país.

## Biografía
Nació en Santiago en 1924. Sus padres residían en el popular barrio Franklin de esa ciudad; sin embargo, murieron cuando Mario tenía 8 años. Quedó al cuidado de su abuela y frecuentaba la línea férrea que bordeaba la calle Placer. Comenzó su carrera delictual en barrio Franklin como ladrón, ganándose el apodo de «Cabro Carrera» por su rapidez para escapar de la policía.
Entre 1941 y 1948 vivió en Buenos Aires (Argentina), donde se dedicó al robo de especies de valor. A su regreso a Chile, instaló un negocio clandestino de apuestas hípicas y, en la década de 1960, ingresó al narcotráfico. Formó parte del llamado «sindicato del crimen» de Valparaíso, puerto donde se embarcaba cocaína que era enviada a los Estados Unidos. Tras el golpe de Estado de 1973, fue extraditado a ese país por petición de la Drug Enforcement Administration y, tras 3 años de presidio, se trasladó a Europa, donde forjó una red de narcotráfico que abastecía a los Países Bajos e Italia, y participó del cartel de Medellín. Volvió a Chile en la década de 1990, con una fortuna estimada en unos 20 millones de dólares.
Su organización fue desbaratada en la «operación policial Ana Frank», solicitada por el Consejo de Defensa del Estado el 8 de abril de 1997, y llevada a cabo dos días más tarde, en donde Silva y sus cómplices fueron detenidos bajo los cargos de asociación ilícita, lavado de dinero y tráfico de estupefacientes. El «Cabro Carrera» fue trasladado a la cárcel de San Miguel, donde el 19 de julio de 1999 sufrió un infarto, y falleció el 21 de julio en la Clínica Santa María. El médico de Gendarmería de Chile que estaba de turno durante el infarto de Silva fue condenado por haberle brindado una atención tardía.

## Condena de sus cómplices
El caso del «Cabro Carrera» fue resuelto judicialmente el 29 de mayo de 2004, en sentencia dictada por el Segundo Juzgado del Crimen de Viña del Mar, la cual fue confirmada en casi todas sus partes por la Corte Suprema el 26 de junio de 2012; en ellas, se determinó el embargo de la fortuna de Silva, avaluada en 11 mil millones de pesos, y se condenó a 17 personas por asociación ilícita, entre ellos a su hijo Mario Mateo Silva Soto, quien recibió una pena de siete años de presidio. La viuda de Silva, Nieves Ortiz, y su hijo Héctor Silva fueron absueltos de todos los cargos.